# صحراء بلاك روك

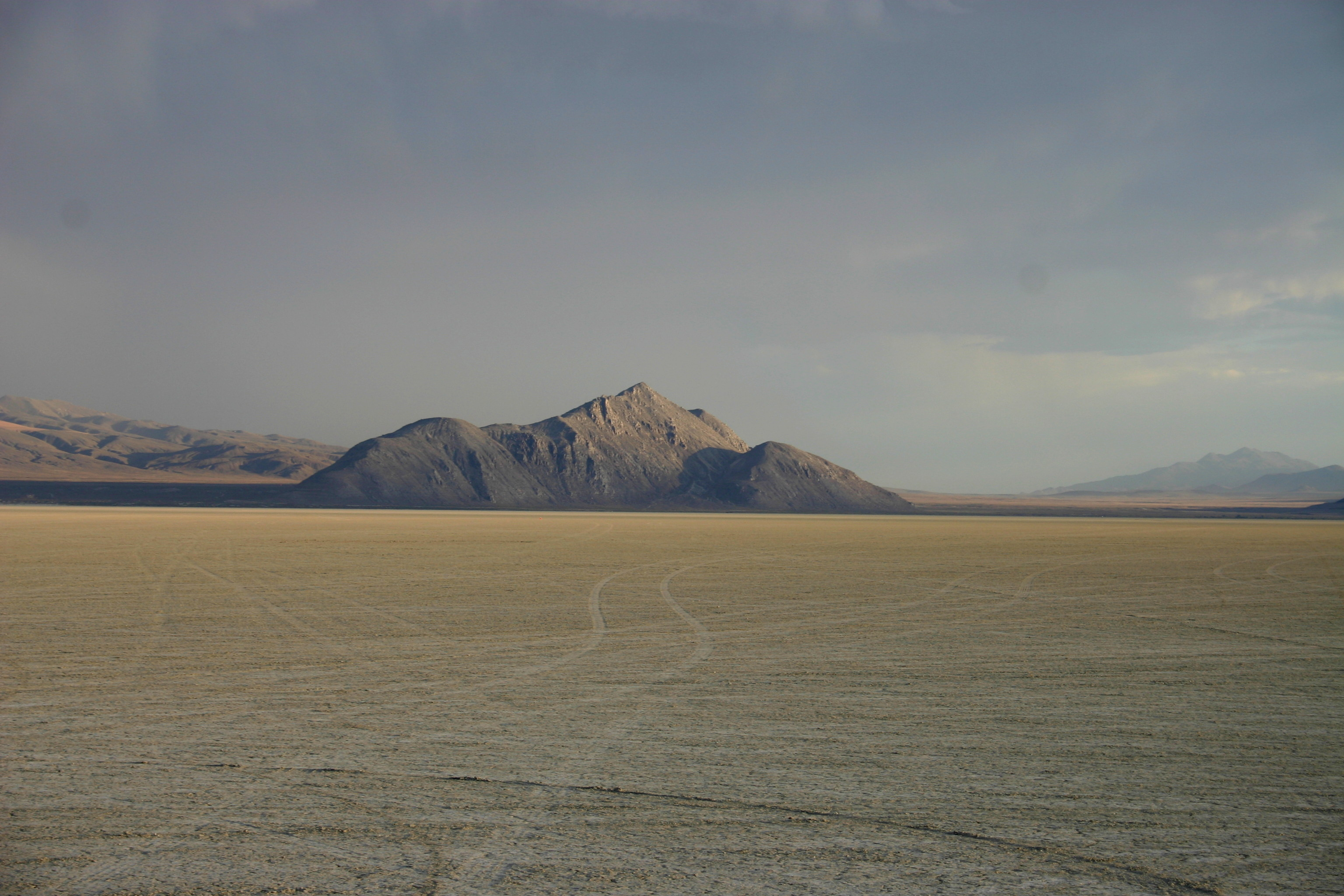
صحراء بلاك روك

صحراء بلاك روك (بالإنجليزية: The Black Rock Desert) هي منطقة قاحلة تقع في القسم الشمالي من ولاية نيفادا في الولايات المتحدة الأمريكية، في حوض لاكبيد الكبير، التي هي من بقايا العصر الجليدي من بحيرة لاهونان الجافة.

## جغرافية الصحراء
منطقة صحراء بلاك روك تقع في شمال غرب ولاية نيفادا وشمال غرب الحوض العظيم، وعلى امتداد نحو 100 ميل (160 كم) من شمالي شرق من مدينتي غرلاخ وامبير، وبين جبال جاكسون إلى الشرق وجبال كاليكو إلى الغرب، وتقع الصحراء على ارتفاع 3907 قدم (1191 م)، وتبلغ مساحتها حوالي 1000 ميل مربع (2600 كلم2).
هناك تعريفات عديدة محتملة لمدى صحراء بلاك روك، وكثيرا ما يشير الناس فقط على سطح الأرض المستوية للصحراء، ويتم في بعض الأحيان تضمين التضاريس التي يمكن رؤيتها في الأرض المستوية، وعلى أوسع نطاق تعريف منطقة صحراء بلاك روك هي مساقط المياه في حوض الصحراء والأرض المستوية، ويعد نهر كوين هو أكبر نهر في المنطقة بدءا من نطاق سانتا روزا وانتهاء بمنطقة بلايا جنوب صحراء بلاك روك، وتغطي مستجمعات المياه 11,600 ميل مربع (30000 كلم2) بما في ذلك المناطق العليا والسفلى من نهر كوين.

## سجلات السرعة في الصحراء
وقد أدى ثبات سطح صحراء بلاك روك لاستخدامها كمنطقة لتجريب المركبات البرية. وكانت الصحراء موقع لاثنين من المحاولات الناجحة في العالم التي حققت سرعات قياسية.
1. في عام 1983، قاد ريتشارد نوبل سيارة jet-powered Thrust2 إلى مستوى قياسي جديد حيث حقق سرعة قدرها 633 ميل (1019 كم / ساعة).
2. في عام 1997، أصبح سيارة ThrustSSC هي السيارة الأسرع في العالم، حيث حققت سرعة قدرها 766 ميل في الساعة (1233 كم / ساعة).